# Gente de México por la Democracia
Gente de México por la Democracia es una organización político-social que es fundada el 9 de agosto de 2006 en medio del conflicto postelectoral en México durante la disputa entre la derecha y la izquierda por el supuesto fraude electoral cometido por el Partido Acción Nacional para llevar a Felipe Calderón a la Presidencia.
El nombre de los fundadores permanecen ocultos por seguridad de los mismos.
De agosto del 2006 a enero del 2007 se publican un comunicado cada semana exigiendo la limpia de la elección para otorgar a la ciudadanía la confianza en la democracia mexicana.

## Primera Reestructuración de G.M.D
La primera reestructuración de Gente de México por la Democracia (GMD) se da a principios de marzo de 2007, donde se establece por propuesta de la Presidencia una Junta Directiva que discutiría y aprobaría acciones que GMD tomaría.
Durante este primer periodo se inicia el proyecto denominado LX/SR-07, el cual consta de actividades académicas para dar a conocer la situación nacional y la crisis que se avecina. Para tales efectos, se inician platicas con las autoridades académicas de uno de los planteles de la Escuela Nacional Preparatora para buscar un espacio donde se pueda invitar a Senadores de la República y diversos políticos nacionales para discutir acerca de las reformas polémicas que se han propuesto en el Congreso.
Sin embargo, debido a serios problemas y obstáculos el evento debió cancelarse.[cita requerida]

## Segunda Reestructuración de G.M.D
Esta segunda etapa tiene lugar a inicios del 2008, a causa de la falta de responsabilidad de la anterior Presidencia de la Junta Directiva y de diversos miembros de la misma, se les remueve de su cargo.[cita requerida]
A principios del 2009 se termina de elaborar el Reglamento para el Gobierno Interior de Gente de México por la Democracia, en donde se plasma los lineamientos ideológicos de la organización, así como su estructura y orden de gobierno interno. En dicho reglamento se establece la creación de 10 Departamentos para dar el debido funcionamiento de G.M.D.

## Tercera Reestructuración de G.M.D
La tercera reestructuración de la agrupación tiene como inicio el mes de octubre de 2009, cuando por decreto de la Presidencia de G.M.D se fusionan tres de las instancias gubernamentales internas: Enlace, Prensa y Propaganda, y Relaciones Públicas son fusionadas con Coordinación General, a quien se le adjuntan todas las facultades de los anteriores departamentos.
Asimismo las reformas internas han conllevado a que se cambie el nombre de los Departamentos a Comisiones. De igual manera se crea la Comisión de Economía y Finanzas, para sustituir al Departamento de Administración.

## Instancias de Gobierno
Gente de México por la Democracia divide sus órganos de Gobierno en 3: El Ejecutivo, el Parlamentario y el Jurídico.
El Ejecutivo está conformado por la Presidencia Nacional, la Dirección General y la Coordinación General. La Presidencia Nacional es el máximo órgano de Gobierno interno.
El Parlamentario está conformado por la Junta Directiva, constituida por una Presidencia y una Secretaría General.
El Jurídico está conformado por el Consejo Jurídico Administrativo, constituido a su vez por una Presidencia.
Los titulares de la Presidencia Nacional, la Presidencia de la Junta Directiva y la Presidencia del Consejo Jurídico Administrativo son los representantes y dirigentes de la organización.
Asimismo, las 10 Comisiones que conforman a Gente de México por la Democracia son los siguientes.
- Comisión de Administración.
- Comisión de Asuntos Internacionales
- Comisión de Cultura y Fomento Educativo.
- Comisión de Desarrollo Social
- Comisión de Inteligencia y Seguridad.
- Comisión de Representación Legal.
- Comisión de Protección Ambiental.

Los titulares de todos los departamentos conforman la Junta Directiva, encargada de discutir, analizar y elaborar proyectos de trabajo.
Asimismo, el resto de órganos internos de Gente de México por la Democracia son los siguientes.
- Consejo Consultivo.
- Consejo Electoral Interno.
- Consejo de Inteligencia y Seguridad Interna.
- Cuerpo de Asesores.

## Lema
Porque México no es un Partido, México es una Nación

## Logotipo
Desde su fundación en agosto de 2006, G.M.D utilizó como logotipo el Águila Juarista, sin embargo, el mes de abril de 2009 mediante un comunicado oficial, anuncian el cambio de logotipo del Águila Juarista por el Ave Fénix; la cual toman representando a la Nación Mexicana que renace de sus cenizas tras las crisis políticas, sociales y económicas.

## Afiliación
En los acuerdos iniciales de Gente de México por la Democracia se establecía que cada año durante los meses de abril y mayo se expediría una convocatoria para que los interesados realizarán su registro como miembros; sin embargo en la I Sesión Extraordinaria de la Junta Directiva llevada en marzo del 2008, se modifica lo establecido para quedar como sigue: Todo interesado en afiliarse a Gente de México por la Democracia, podrá hacerlo en cualquier periodo del año, en donde deberá llenar una solicitud que será turnada a la Coordinación General para los trámites correspondientes

## Reglamento para el Gobierno Interior
A principios de 2009, se termina con la elaboración del Reglamento Interno; el cual está constituido de la siguiente manera.
- Título Primero
- Estructura de la organización

Capítulo I
Capítulo II
Capítulo III
Capítulo IV
Capítulo V
Capítulo VI
Capítulo VII
Capítulo VIII
Capítulo IX
Capítulo X
Capítulo XI
Capítulo XII
Capítulo XIII
Capítulo XIV
Capítulo XV
Capítulo XVI
Capítulo XVII
Capítulo XVIII
- Título segundo
- De los derechos, obligaciones y sanciones

Capítulo I
- Título Tercero
- Procesos Electorales

Capítulo I
- Título Cuarto
- Disposiciones Generales

Capítulo I
- Título Quinto
- Reformas al Reglamento

Capítulo I
- Título Sexto
- Inviolabilidad del Reglamento

Capítulo 1
- Transitorios

En total son 145 artículos y 5 artículos transitorios.

## Acciones
Las acciones que se han realizado bajo la actual administración de Gente de México han sido elaborar exhortos a los legisladores para detener la aprobación de reformas que puedan perjudicar a la población mexicana; un ejemplo concreto sería el de la recién aprobada Reforma Judicial, proceso durante el cual GMD trabajo exhaustivamente para presentar bases sólidas en contra de la reforma.
Se ha apoyado a eventos realizados por estudiantes de la UNAM, se han creado comités en defensa del petróleo y la sobernaía nacional. Se han creado manifiestos velando por los derechos humanos, se ha exigido a los ministros que repartan justicia equitativamente y no cubran los intereses de unos cuantos.
Se realizaron acciones para informar a la sociedad acerca de la Reforma Energética, un ejemplo de esto sería el I Foro de Análisis de Reformas Constitucionales: La Reforma Energética realizado en las instalaciones de la ENP Plantel 8 Miguel E. Schulz en el cual participaron los titulares de la Presidencia y Dirección General como ponentes. Se apoyó la Consulta Ciudadana que realizó el Gobierno del Distrito Federal encabezado por Marcelo Ebrard, sobre la Reforma Petrolera presentada ante el Senado de la República por Felipe Calderón. Gente de México por la Democracia participó en la marcha de Tlatelolco al Zócalo el 2 de octubre de 2008 a 40 años de la Matanza de Tlatelolco.
Asimismo después de la discusión en el Senado de la República de la Reforma Energética; Gente de México por la Democracia avaló dicha reforma por haberse removido el riesgo de privatización de la industria petrolera nacional.
En términos de seguridad pública, G.M.D ha pedido la destitución del Titular de la Secretaría de Seguridad Pública Federal, Genaro García Luna, por sus presuntos nexos con el crimen organizado. La organización elaboró la Estrategia contra el Crimen Organizado México- 2009, la cual plantea una estrategia alterna a la utilizada por la administración del Presidente Felipe Calderón para combatir a los cárteles de la droga mexicanos. El 20 de febrero de 2011, Giel Meza, presidente de G.M.D, acusó, en una entrevista para un medio francés, a Garcia Luna por violentar las garantías individuales, la Constitución Política de los Estados Unidos Mexicanos y los Tratados Internacionales.
En asuntos internacionales, ha entregado documentos al Presidente de los Estados Unidos, Barack Obama, para impulsar las relaciones bilaterales entre México y los EE. UU.

## Caso Florence Cassez
Gente de México por la Democracia inició en 2009 un estudio del caso de Florence Cassez, ciudadana francesa condenada a 60 años de prisión en México por secuestro. Tras un estudio detallado del caso, G.M.D se pronunció por la liberación de Cassez, argumentado violaciones al debido proceso, a los derechos humanos y garantías individuales de la ciudadana francesa. El 17 de noviembre de 2010, Giel Meza, presidente de G.M.D, participó en una conferencia de prensa con el Consultor General de la Comisión de Derechos Humanos del Distrito Federal, Fernando Coronado Franco y con Alfonso Castillo, representante de la organización Centro de Derechos Humanos Fray Francisco de Vitoria para presentar un amicus curiae a favor de Florence Cassez. En esta rueda de prensa, Giel Meza aseveró que Florence Cassez "fue juzgada ante la opinión pública antes de ser juzgada por la ley"
El 30 de noviembre de 2010, Gente de México por la Democracia conjuntamente con el Centro de Derechos "Fray Francisco de Vitoria O.P." A.C, la Comisión Mexicana de Defensa y Promoción de los Derechos Humanos, la Liga Mexicana por los Derechos Humanos, la Pastoral Penitenciaria del Episcopado Mexicano y el Consejo Ciudadano para la Seguridad Pública y la Justicia Penal, convocaron a una rueda de prensa para denunciar las violaciones a los derechos humanos en el caso de Florence Cassez. Se contó con la participación de la periodista Anabel Hernández, el señor Guillermo Vélez, el padre Pedro Arellano y Miguel Sarre, académico del ITAM.
El 9 de febrero de 2011, un día antes de que el Séptimo Tribunal Colegiado en Materia Penal del Primer Circuito resolviera el amparo interpuesto por Florence Cassez en 2010, Giel Meza hizo pública una carta en la que se daba respuesta a la misiva dirigida públicamente a los magistrados por parte de Alejandro Martí, Isabel Miranda de Wallace, María Elena Morera y Marcos Fastlicht en dónde pedían no ceder a presiones del Gobierno Francés. La respusta de Gente de México por la Democracia acusó a los signantes de presionar a los magistrados con esa misiva. El 10 de febrero por la mañana, Giel Meza a nombre de Gente de México por la Democracia hace pública una segunda misiva, esta vez en respuesta a declaraciones recientes de Isabel Miranda de Wallace.
Tras la negativa a otorgar el amparo a Florence Cassez por parte del Séptimo Tribunal Colegiado en Materia Penal del Primer Circuito, Gente de México por la Democracia emite un posicionamiento oficial el 14 de febrero de 2011. El 17 de febrero de 2011, el Comité de Apoyo a Florence Cassez y Gente de México por la Democracia hicieron público un comunicado conjunto denunciando un lichamiento mediático contra Florence Cassez.